# 稲垣三郎 (陸軍軍人)
稲垣 三郎（いながき さぶろう、明治3年5月6日（1870年6月4日）- 1953年（昭和28年）4月28日）は、日本の陸軍軍人。陸士2期、陸大13期（優等）。最終階級は陸軍中将。
栄典は従四位勲一等功二級、聖マイケル・聖ジョージ勲章ナイト・コマンダー（KCMG）、バス勲章コンパニオン（CB）。

## 経歴
島根県出身。稲垣了斎の長男として生まれる。陸士卒業後、秋山好古率いる騎兵第1大隊の配属となり、日清戦争に従軍。1899年（明治32年）、陸軍大学校を優等で卒業し、以降参謀への道へと進んだ。1904年、日露戦争に満州軍参謀として従軍。これに前後してイギリス駐在も数回にわたり務めた。
1918年（大正7年）、浦塩派遣軍参謀としてシベリア出兵に出征。現役を退いた後、日本体育会体操学校（現日本体育大学）校長、閑院宮別当を務めた。
1947年（昭和22年）11月28日、公職追放仮指定を受けた。

## 家族
- 妻 落合豊三郎中将の娘

## 軍歴

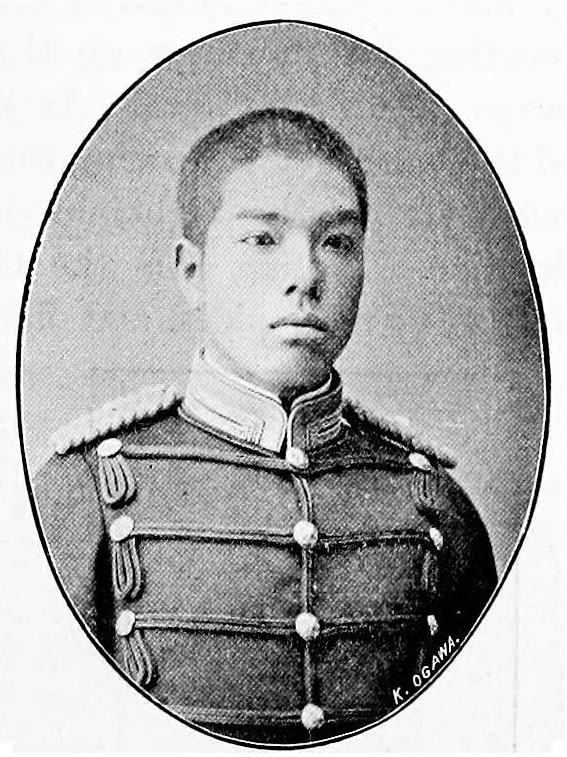
騎兵少尉時代

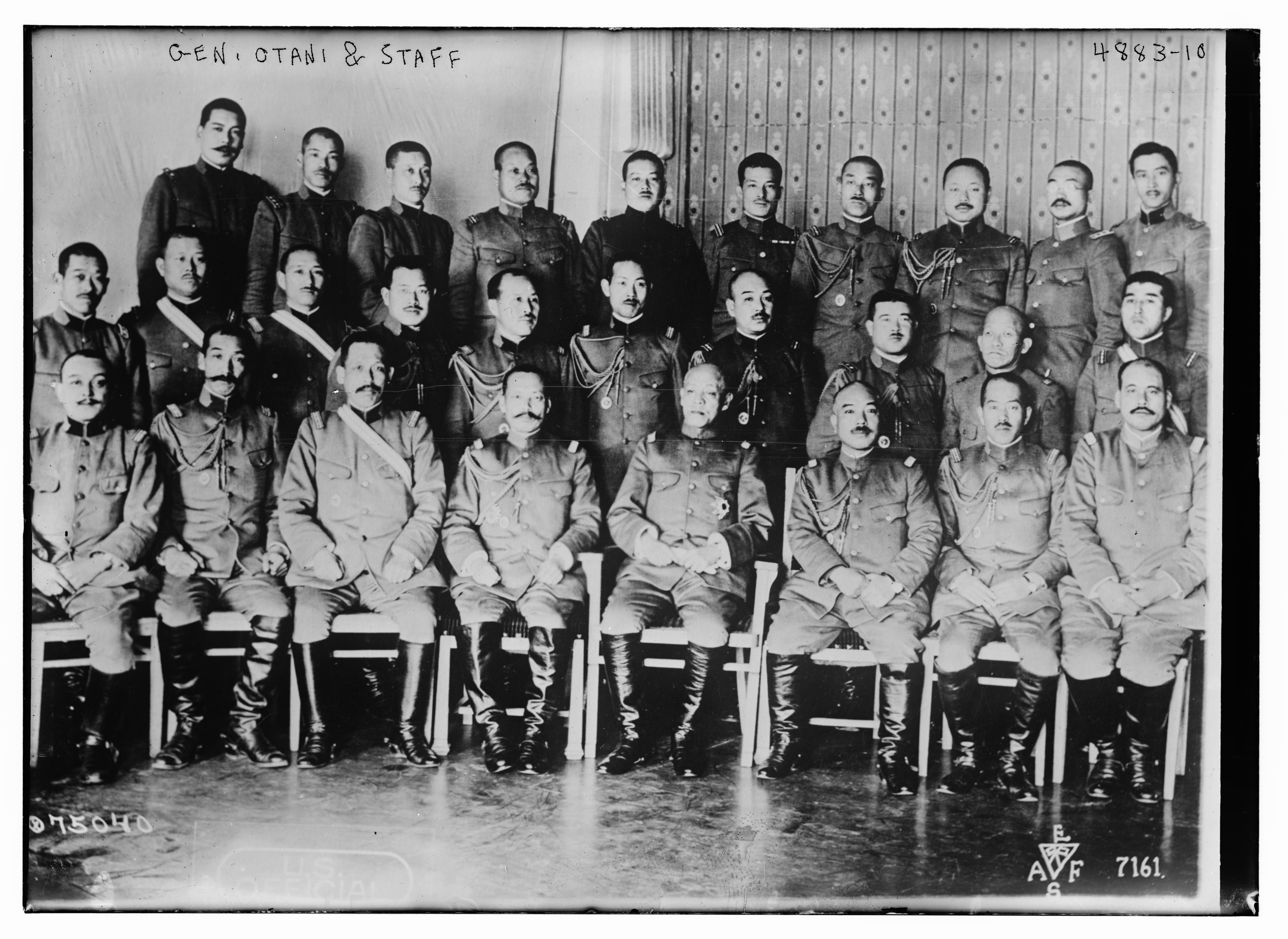
浦塩派遣軍参謀時代（右から3人目）

※『日本陸海軍総合事典』第2版、21頁による。
- 1886年（明治19年）8月- 陸軍幼年学校入学
- 1891年（明治24年）7月- 陸軍士官学校卒業（2期）
- 1892年（明治25年）3月21日- 騎兵少尉・騎兵第1大隊付、大隊副官心得[6]
- 1894年（明治27年）10月7日- 騎兵中尉
- 1897年（明治30年）10月25日- 騎兵大尉
- 1899年（明治32年）12月- 陸軍大学校卒業（13期、恩賜）・騎兵第1大隊中隊長
- 1900年（明治33年）3月- 参謀本部出仕
  - 12月- 参謀本部員
- 1901年（明治34年）3月- 兼閑院宮載仁親王附武官
- 1902年（明治35年）3月- イギリス駐在 
  - 12月19日- 騎兵少佐
- 1904年（明治37年）4月- 参謀本部付（兼載仁親王付）
  - 8月- 満州軍参謀仰付
  - 11月- 参謀本部付（イギリス差遣）
- 1905年（明治38年）4月19日 - 騎兵中佐
- 1906年（明治39年）2月 - インド駐剳武官
- 1909年（明治42年）4月 - 騎兵第1連隊長
- 1910年（明治43年）12月23日 - 騎兵大佐・イギリス大使館付
- 1916年（大正5年）4月1日 - 陸軍少将
- 1917年（大正6年）1月 - 参謀本部付
  - 8月6日 - 騎兵第1旅団長シベリア派遣軍の各国軍人らとの写真（前列の一番左）

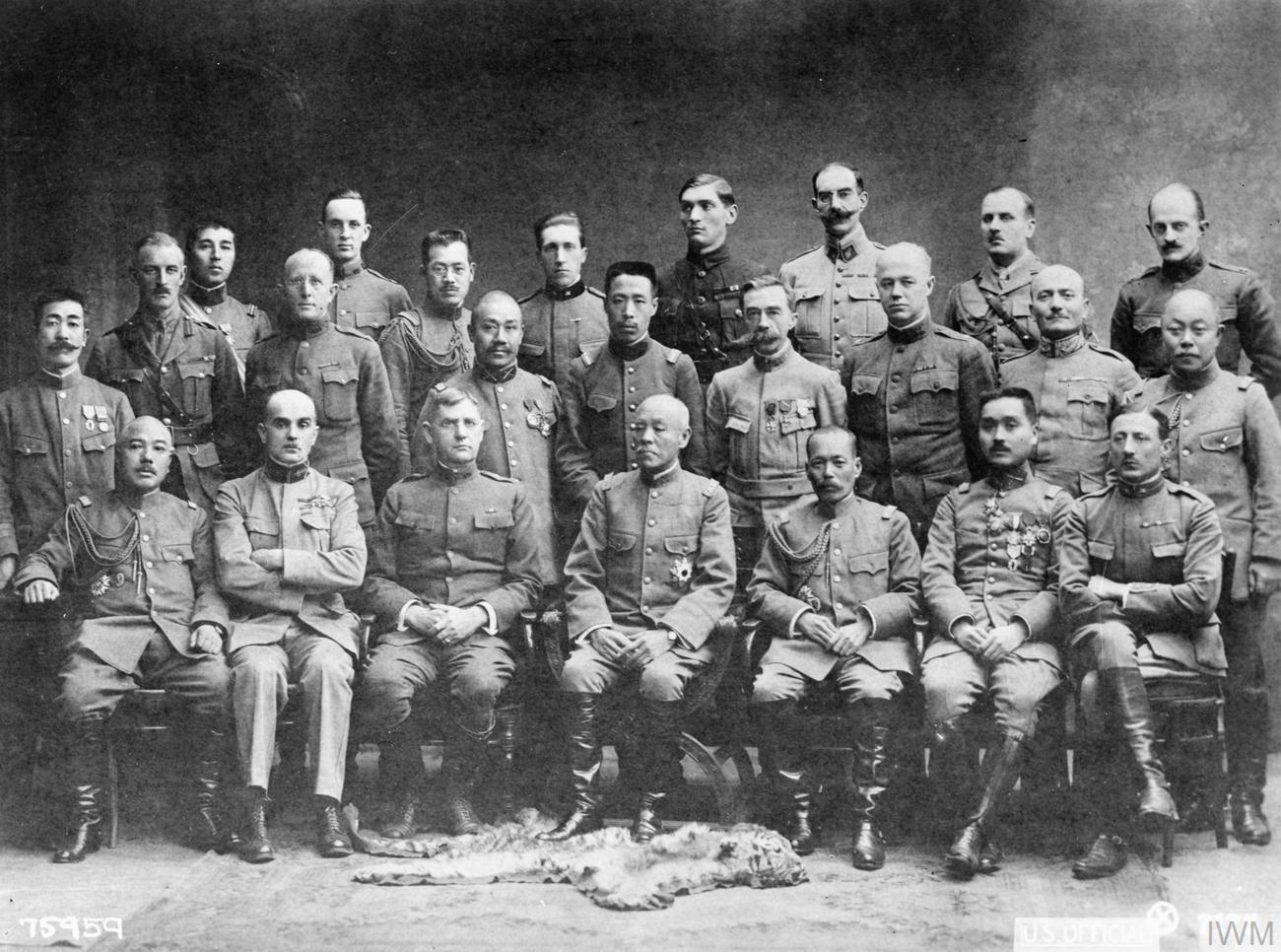
シベリア派遣軍の各国軍人らとの写真（前列の一番左）

- 1918年（大正7年）8月 - 浦塩派遣軍参謀（第1課長）
- 1919年（大正8年）
  - 6月 - 浦塩派遣軍参謀長
  - 7月25日 - 陸軍中将
- 1920年（大正9年）7月 - 参謀本部付
  - 9月 - 国際連盟陸軍代表
- 1923年（大正12年）4月 - 参謀本部付
  - 8月 - 待命
  - 9月1日 - 予備役
- 1924年（大正13年）4月 - 日本体操学校長（- 1939年10月）
- 1928年（昭和3年）7月 - 閑院宮別当（- 1945年7月）
- 1933年（昭和8年）4月1日 - 後備役

## 栄典
位階
- 1892年（明治25年）7月6日 - 正八位[7]
- 1919年（大正8年）9月10日 - 従四位[8]

勲章等
- 1895年（明治28年）11月18日 -  明治二十七八年従軍記章[9]
- 1918年（大正7年）6月29日 -  勲二等瑞宝章[10]
- 1920年（大正9年）11月1日 -  勲一等旭日大綬章・ 功二級金鵄勲章・大正三年乃至九年戦役従軍記章[11]
- 明治三十七八年従軍記章
- 大礼記念章（大正）
- 1940年（昭和15年）8月15日 -  紀元二千六百年祝典記念章[12]

外国勲章佩用允許
- 1927年（昭和2年）2月1日 - ポーランド・ ポーランド復興星附コマンドルスキ十字勲章[13]
- 1930年（昭和15年）7月24日 -   一九一六年乃至一九一八年戦役記念十字章（ro）[4]
- 聖マウリッツィオ・ラザロ勲章グランデ・ウッフィチャーレ
- 1等聖サヴァ勲章（en）
- 3等文虎勲章
- バス勲章コンパニオン
- 聖マイケル・聖ジョージ勲章ナイト・コマンダー
- 2等クロア・ド・ゲール勲章（en）
- 戦功十字章（en）

## 登場作品
- 坂の上の雲 - 演：関戸将志[14]